# 岩知志駅

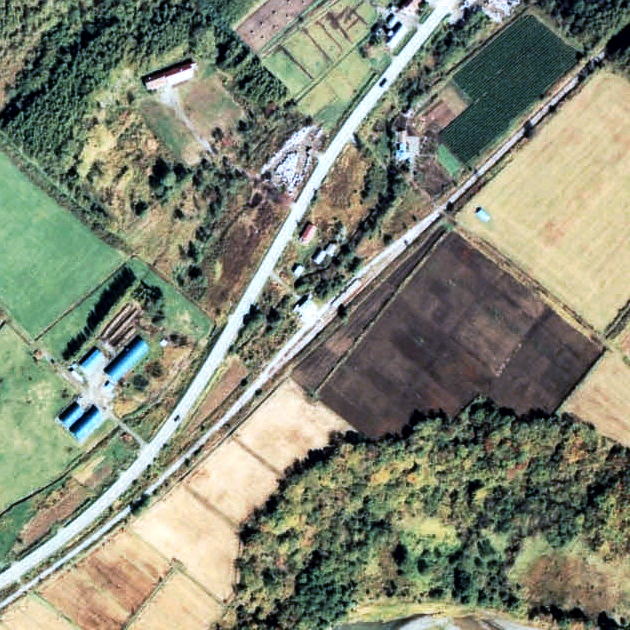
1978年の岩知志駅と周囲約500m範囲。右上側が日高町方面。

岩知志駅（いわちしえき）は、北海道（日高支庁）沙流郡平取町字岩知志にあった日本国有鉄道（国鉄）富内線の駅（廃駅）である。電報略号はチシ。事務管理コードは▲132312。

## 歴史
- 1964年（昭和39年）11月5日 - 国有鉄道富内線振内駅 - 日高町駅間延伸開通に伴い開業[1][4]。旅客のみ取扱い[1]の無人駅[5]。
- 1968年（昭和43年）10月1日 - 無人化[6]。
- 1986年（昭和61年）11月1日 - 富内線の廃線に伴い廃止となる[2]。

### 駅名の由来
「地元の人々の希望により」、所在地名より命名された。地名はアイヌ語の「イワチㇱ（iwa-tis）」（山の・中の窪み）に由来するとされる。

## 駅構造
廃止時点で、単式ホーム1面1線を有する地上駅であった。ホームは線路の北側（日高町方面に向かって左手側）に存在した。転轍機を持たない棒線駅となっていたが、開業当初は島式ホーム1面2線の交換駅であった。無人化の際に転轍機は両側共に撤去されたが、使われなくなった駅舎側の線路は残っていた。転轍機の形状は片開き分岐であった。
無人駅となっていたが、有人駅時代の小さな駅舎が残っていた。駅舎は構内の西側に位置し、ホーム西側とを結ぶ通路で連絡した。

## 利用状況
- 1981年度（昭和56年度）の1日乗降客数は4人[10]。

## 駅周辺
- 国道237号（日高国道）
- 岩知志ダム
- 沙流川[12]
- シキシャナイ岳 - 駅の東。標高1049m[12]。

## 駅跡
2011年（平成23年）時点では更地になっているが、線路跡は砂利道として再利用されていた。

## 隣の駅
日本国有鉄道
富内線
仁世宇駅 - 岩知志駅 - 日高岩内駅